# William Bennett Barracks
Pour les articles homonymes, voir William Bennett.
William Mathias Bennett Barracks est un entraîneur cubain de football, qui fut sélectionneur de Cuba (1996-2000) et de la République dominicaine (2004-2005).

## Biographie
Ancien gardien de but dans les années 1970, Bennett se reconvertit en entraîneur et dirige la sélection cubaine en 1996 lors des qualifications pour la Coupe du monde 1998 puis emmène Cuba à la Gold Cup 1998, mais son équipe est éliminée dès le 1er tour. Il est remplacé en 2000 par le Péruvien Miguel Company.
Quelques années plus tard, on le retrouve à la tête de l'équipe de République dominicaine de football qu'il entraîne en 2004 à l'occasion du premier tour de qualification pour la Coupe du monde de football 2006.
En 2014, il conduit l'équipe de Cuba U-20 durant les qualifications au championnat des moins de 20 ans de la CONCACAF.